# Ctenichneumon moestus
Ctenichneumon moestus là một loài tò vò trong họ Ichneumonidae.